# Ludwig zu Mecklenburg

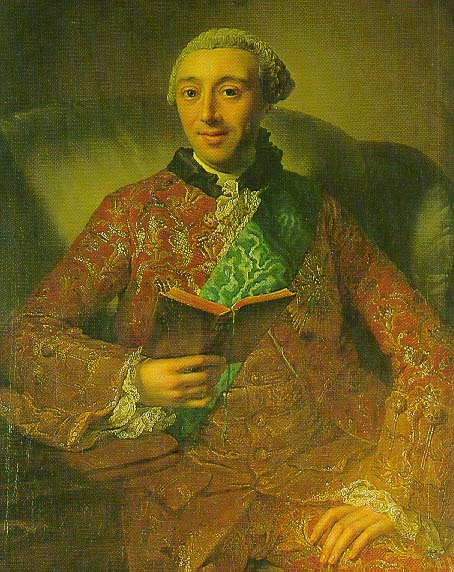
Erbprinz Ludwig. Ölgemälde des Hofmalers Georg David Matthieu

Ludwig, Herzog zu Mecklenburg [-Schwerin] (* 6. August 1725 in Grabow; † 12. September 1778 in Schwerin) war seit 1756 Erbprinz von Mecklenburg-Schwerin.

## Leben
Ludwig war der zweite Sohn des Herzogs Christian Ludwig II. (1683–1756) und dessen Gattin,  Prinzessin Gustave Karoline zu Mecklenburg (1694–1748), der jüngsten Tochter von Herzog Adolf Friedrich II. und dessen ersten Frau, Prinzessin Marie zu Mecklenburg [-Güstrow].
Nach dem Tod des Vaters übernahm sein ältester Bruder Friedrich am 30. Mai 1756 die Regierung im (Teil-)Herzogtum Mecklenburg-Schwerin. Da dessen Ehe kinderlos blieb, wurde Ludwig zum Erbprinzen ernannt, und später übernahm dessen Sohn die Regentschaft in Mecklenburg-Schwerin. Zusammen mit seiner Frau galt Erbprinz Ludwig als Gönner und Förderer der schönen Künste. Eobald Toze widmete ihm 1771 seine Monografie: Geschichte der Vereinigten Niederlande von den ältesten bis zu den gegenwärtigen Zeiten.
Am 13. Mai 1755 heiratete der Erbprinz Ludwig in Schwerin die Prinzessin Charlotte Sophie von Sachsen-Coburg-Saalfeld (1731–1810), älteste Tochter von sechs Kindern des Herzogs Franz Josias und seiner Frau Prinzessin Anna Sophia von Schwarzburg-Rudolstadt. Aus der Ehe gingen zwei Kinder hervor:
- Friedrich Franz I. (1756–1837) ⚭ 1776 Prinzessin Luise von Sachsen-Gotha (1756–1808)
- Sophia Friederike (1758–1794) ⚭ 1774 Prinz Friedrich von Dänemark

Erbprinz Ludwig starb am 12. September 1778 in Schwerin und wurde in der Nikolaikirche zu Schwerin bestattet.